# Corylopsis veitchiana
Espèce
Classification APG III (2009)
Corylopsis veitchiana est un petit arbuste de la famille des Hamamelidacées originaire de Chine.
Nom chinois : 红药蜡瓣花

## Description
Il s'agit d'un arbuste caduc pouvant atteindre 5 m de haut dans sa plus grande taille (il reste généralement plus petit). Il présente un aspect plus élancé que la plupart des espèces de Corylopsis.
Les feuilles, au pétiole de 5 à 8 mm, sont elliptiques, de 5 à 10 cm de long sur 3 à 6 de large. Elles sont glabres, sauf éventuellement le long des nervures.
Les fleurs, à pétales d'un jaune assez soutenu, en grappes pédonculées de moins de 4 cm de long, portant 5 étamines (caractéristique du genre) colorées de rouge, très légèrement parfumées, apparaissent avant les feuilles de mars à mai en France.
Des variétés horticoles ont aussi été obtenues.

## Position taxonomique
Cette espèce est, selon la révision du genre de Brian D. Morley et Jew-Ming Chao, est identifiée à Corylopis sinensis f. veitchiana (Bean) B. D. Morley & J. M. Chao.
Cependant, cette espèce, avec 36 paires de chromosomes, semble pouvoir difficilement être une variété hexaploïde de Corylopsis sinensis (12 paires), mais plus sûrement être une espèce distincte.
Cette espèce est dédiée à James Herbert Veitch, de la célèbre famille d'horticulteurs britanniques.

## Distribution
Cette espèce originaire de Chine - Anhui, Hubei et Sichuan - est maintenant répandue dans beaucoup de régions tempérées.

## Utilisation
Cette plante est appréciée en arbuste d'ornement pour sa floraison en fin d'hiver, son léger parfum et son assez faible développement. Sa culture reste simple, avec comme principale exigence un sol acide, assez riche, mais sans contrainte sur l'ensoleillement et une bonne résistance au froid. Elle reste cependant peut répandue en France.

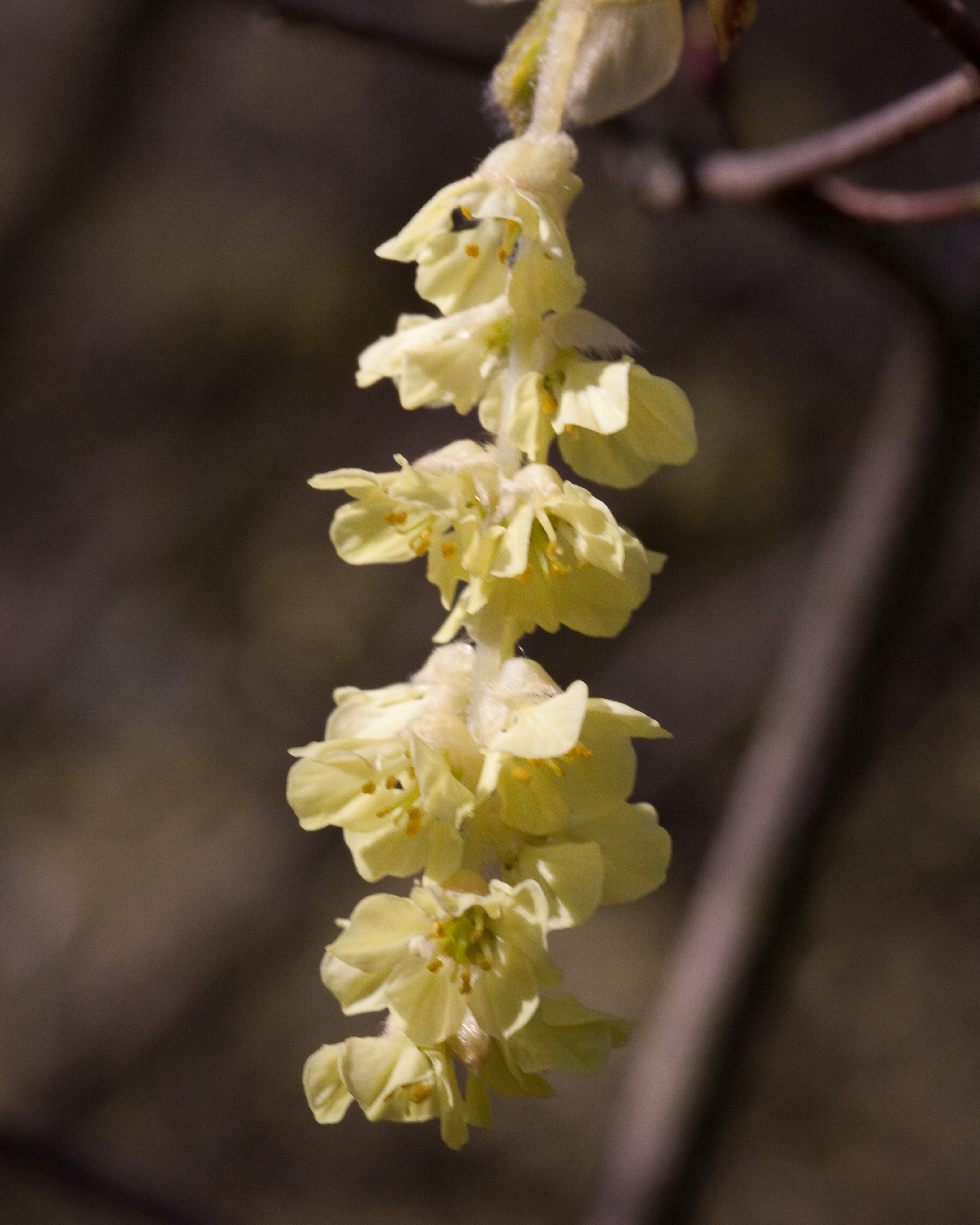
Fleur
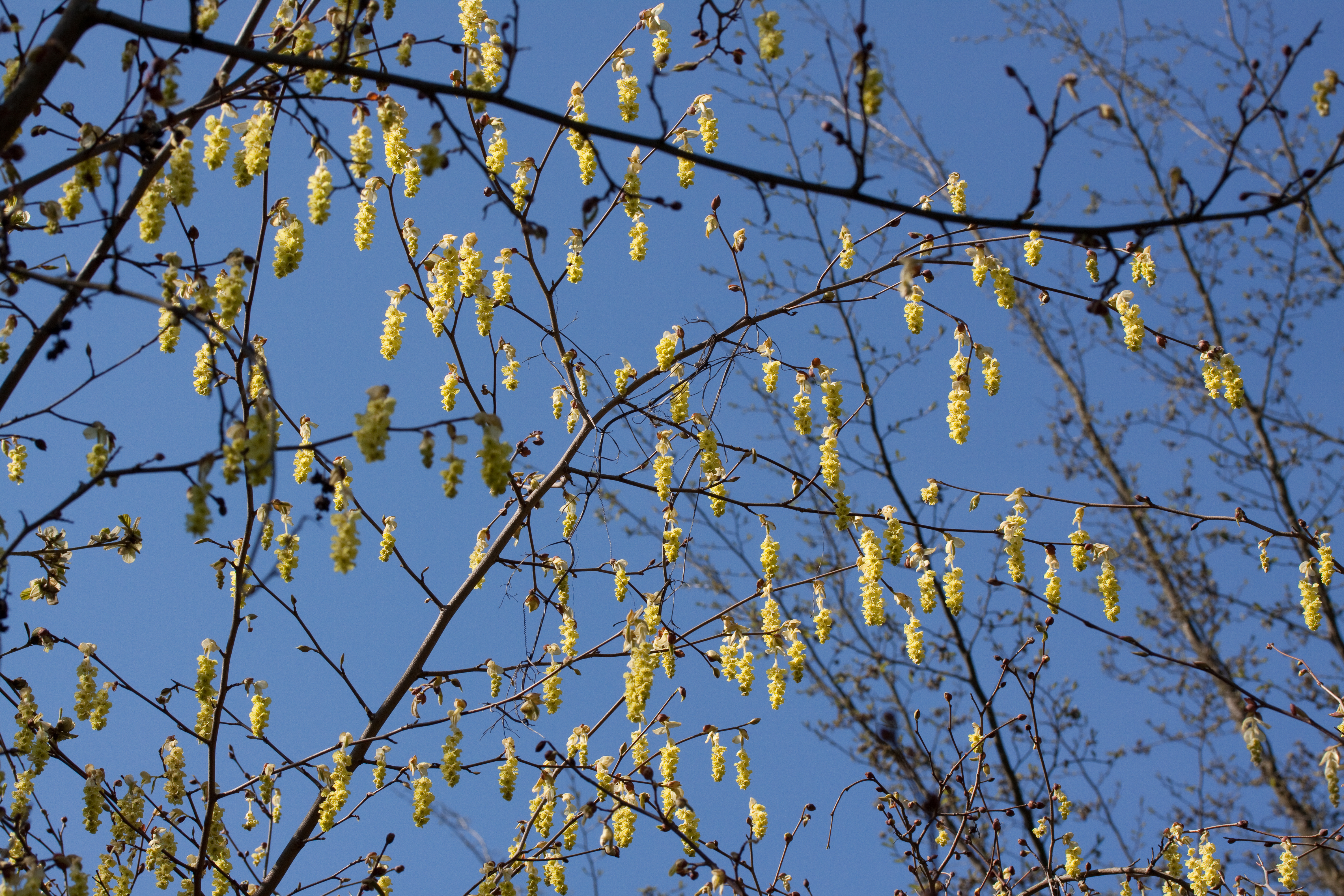
Floraison